# Lagos Arrow
Los lagos Arrow (del inglés: Arrow Lakes), literalmente, 'lagos Flecha') es un lago de Canadá formado por el lago Upper Arrow (en inglés: Upper Arrow Lake y el lago Lower Arrow (del inglés: Lower Arrow Lake), dos ensanchamientos del río Columbia localizados en la Columbia Británica. Originalmente, eran dos lagos separados, pero ahora se han convertido en un único lago de más de 230 kilómetros de longitud debido al embalsamiento creado por la construcción en 1960 de la presa de Keenleyside; al descender mucho las aguas del embalse, de nuevo se separan ambos lagos, conectados por una sección de rápidos conocida como los Narrows [estrechos o angostos]. El embalse hizo crecer el nivel del agua unos 12 m sobre los niveles naturales. Como resultado, el valle perdió unos 2/3 de sus tierras cultivables y miles de personas debieron de reubicarse.

## Geografía

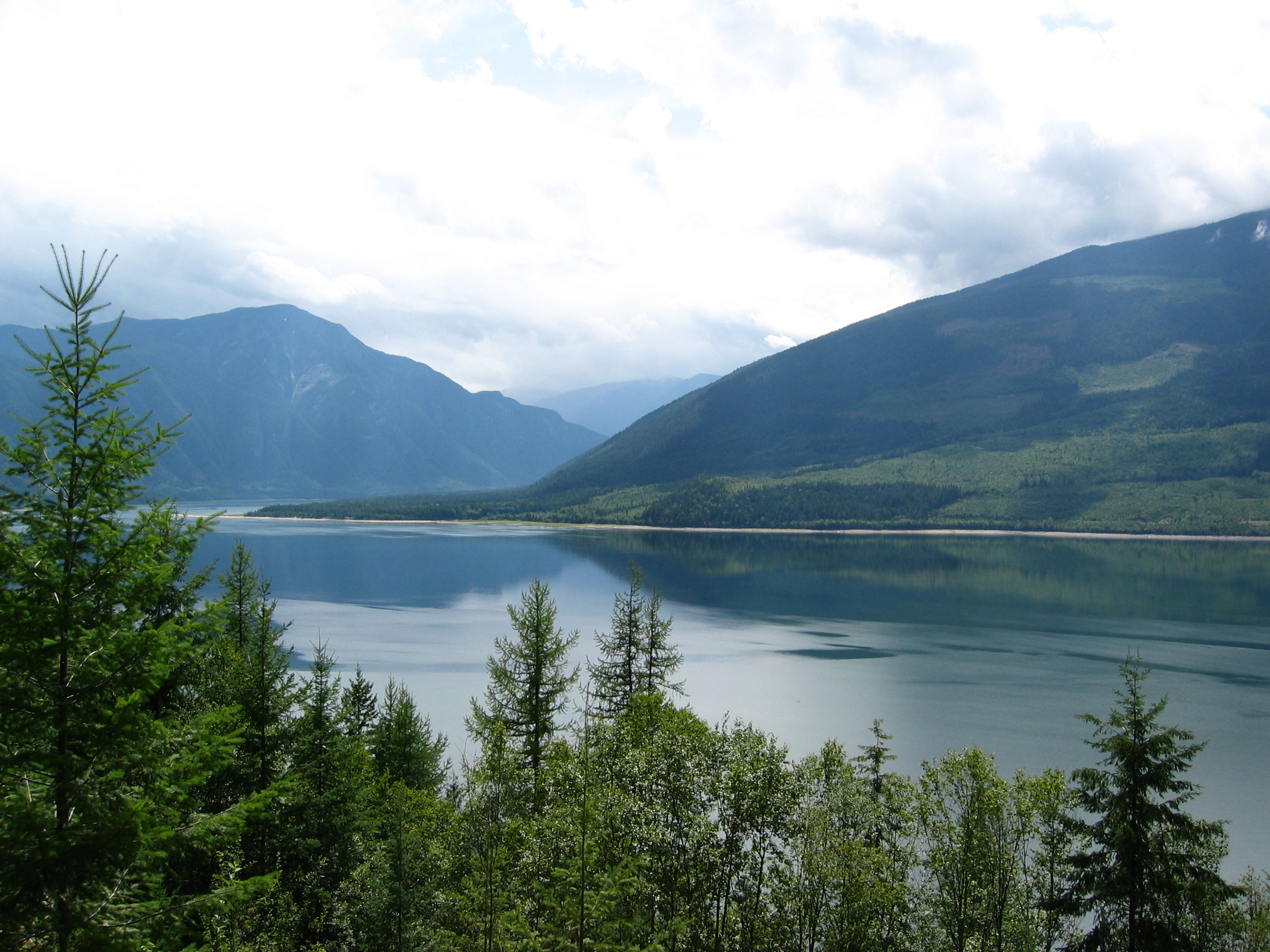
El lago Upper Arrow, al sur de Nakusp

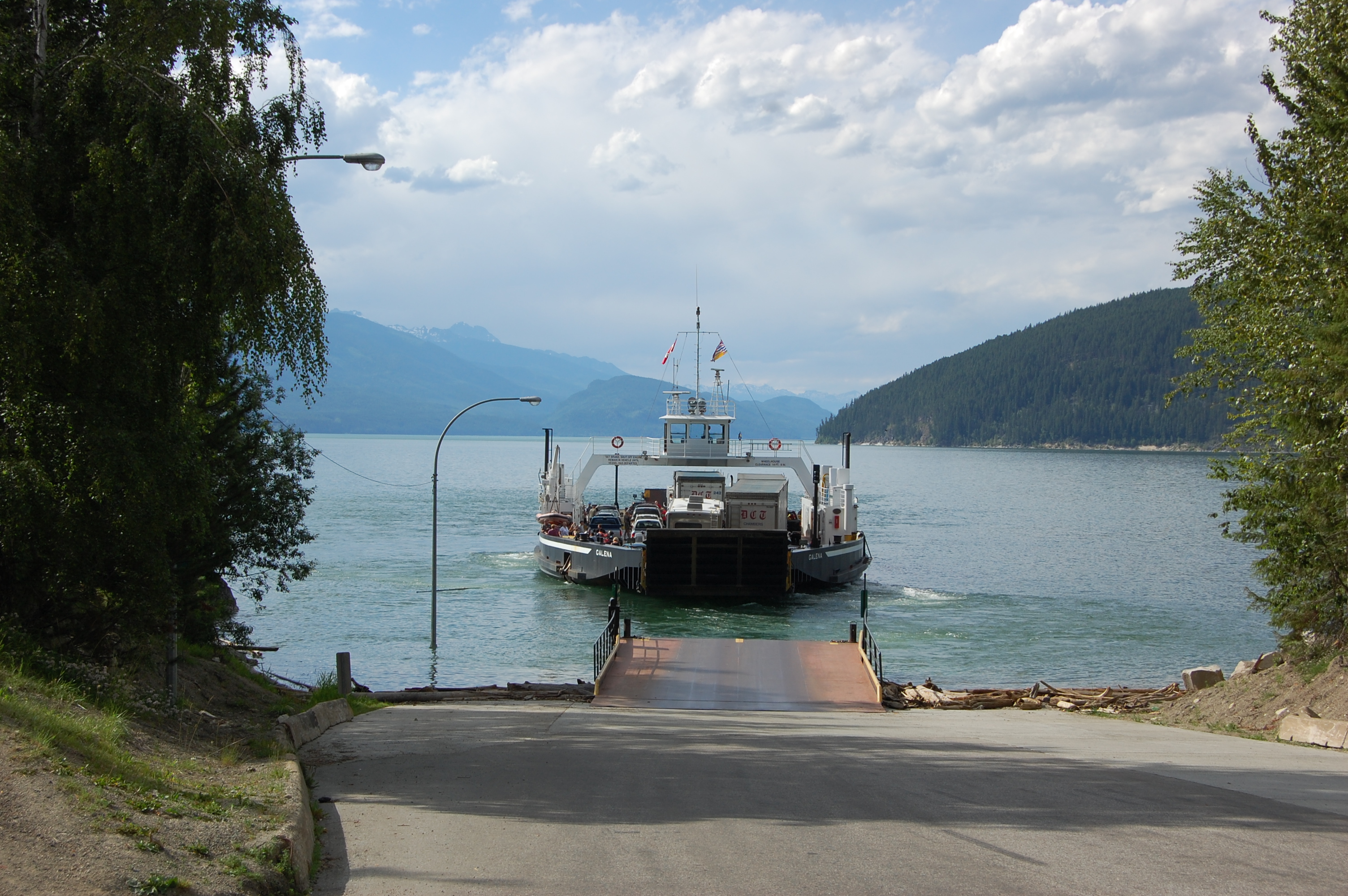
Ferri gratuito partiendo de Galena Bay hacia Shelter Bay

Los lagos están situados entre las montañas Selkirk, al este y las montañas Monashee al oeste. Las bancadas son bastante raras, y se entremezclan con promontorios rocosos y acantilados. Las laderas de las montañas están densamente arboladas, y se elevan abruptamente hasta una altitud de alrededor de 2600 m. 
El lago se extiende desde el norte de Castlegar, en el sur, hasta  Revelstoke,  en el norte. Otro desarrollo hidroeléctrico, el de la presa Whatshan, desvió el agua del lago Whatshan, que discurre normalmente por el río Whatshan, directamente a los lagos Arrow, justo al norte del ferri  Needles-Fauquier Ferry.
Hay dos ferries gratuitos de carretera que cruzan a través del lago Upper Arrow: el Upper Arrow Lakes Ferry opera entre Shelter Bay  y Galena Bay, en el extremo norte del lago Upper Arrow; y el Needles Cable Ferry, más al sur, en la BC Hwy 6 entre Nakusp y Vernon. También está el  Arrow Park Ferry, un transbordador de cable que conecta  East Arrow Park y West Arrow Park  a unos 28 km al sur de Nakusp.
Los lagos Arrow son parte de las reivindicaciones tradicionales de territorio de los sinixt,  Okanagan  y de los pueblos Ktunaxa, aunque en el tiempo de contacto y durante la colonización solo los sinixt vivían a lo largo de sus costas.

## Origen del nombre
El nombre de lagos Arrow, aunque de amplio uso, no es oficial; los nombres oficialmente aceptados son lago Upper Arrow y lago Lower Arrow, y BC Hydro se refiere a ellos en conjunto como el embalse Lagos Arrow (Arrow Lakes Reservoir).
El origen del nombre es debido a un pequeño accidente geográfico-cultural conocido como la Arrow Rock [roca de la flecha] que se encuentra en la orilla este del lago Lower Arrow, a unos 35 km aguas arriba de Castlegar, frente a la comunidad de Renata. Es un gran afloramiento o saliente de roca que sobresale por encima del agua, en cuya cara había un agujero lleno de flechas. Diferentes historias explican el sentido de esas flechas, que se dice eran disparadas allí por los pueblo Lakes (sinixt) para tener buena suerte, ya fuese antes o después de la guerra:

El 19 de octubre de 1826,mientras viajábamos al sur entre el Alto y el Bajo Lagos Arrow, Simpson pasó "... La roca Arrow, llamado así a causa de un agujero redondo en su cara lleno de flechas, que se dice que fueron disparadas por los indios cuando practicaban con el arco y la flecha antes de una excursión de guerra." (Diario de Emilius Simpson; Archivos de la HBC B223/a/3 1826 Folio 39D-41) Fuente: incluida con la nota:

On our passage up the Columbia to the Boat Encampment, the Brigade had a spell and a smoke at this place. I recollect the boats were right under a high & perpendicular wall of rock, and the arrows were embedded in holes or hollows some 30 or 40 feet above us in the boat. Mr. Duncan Finlayson asked me in chinook if I wanted the arrows. I told him yes; he took up his shot gun & fired, bringing a number of them down broken. [The arrows] were picked up by the men and given to me but before doing so I remember they were closely examined.....being old voyageurs and men of Experience in Indian Arrows, they took great interest to Endeavor to solve the question by what tribe or nation were those arrows made. They examined the kind of wood, the cut of the feathers & even the denew, the number of turns it took to secure the feathers, but experts as they were they had to give it up - they could not solve it satisfactorily. I recollect there was something said of a large war party of Lake Indians or Upper Columbia River Indians invading the Kutanays or Mountaneirs. They had defeated the Mountaneirs and had captured a large quantity of arrows & having no further need of them expended them in those holes to commemorate the action. I am sure the spot is at the Lower Lake. I have made several enquiries of miners, boat-men and others, and strange to say not one of them ever saw...[the arrows]. I then began to think that I was mistaken, however questioned Big head Edward the chief of the Lake Indians. He told me there was such a place, but not speaking [his] language I could get no further information. (letter from Ranald Macdonald to Malcolm McLeod, 29 December 1890, held in Provincial Archives [accession details not cited on BC name card] )  Source: included with note.

En los días antes del nacimiento de Colón, los "indios" del oeste y el este de Kootenay estaban en continua lucha. Era costumbre que los indios de Kootenay oeste invernasen a lo largo de la Columbia meridional y que ascendiesen el río todos los veranos, a los lagos donde la caza era buena. Dado que las tribus en el Slocan estaban siempre alerta para la guerra, tenían exploradores en los lagos Arrow para saber cuando sus enemigos se acercaban río arriba. Un verano, los exploradores regresaron de los Lagos [Arrow] con la noticia de que una fuerza particularmente grande de guerreros iba río arriba. Así que las tribus Slocan se prepararon para la guerra y cruzaron en multitud las montañas hasta Nakusp. Embarcándose en sus canoas hasta Nakusp (la bahía detrás de la punta larga) se dieron cuenta de signos de que había pasado una gran tormenta. Avanzaron hasta el lago para encontrarse con la fuerza enemiga. Pero ¡ay! No había nadie, porque la gran tormenta al parecer había caído de repente sobre ellos y no había más que una masa palpitante de restos de canoas y cadáveres. Los indios Slocan tomaron esto como un gran favor del gran 'Manatoo', y en señal de respeto dispararon todas sus flechas en la parte alta de la roca en que se hallaban, y escribieron inscripciones en la cara de la roca. Debido a la gran cantidad de puntas de flechas que caían al fondo del lago ese día, los indios llamaron al lago Arrow [Flecha]. (Transmitida por Richard Blyth, según se lo contó a él el Jefe Louis Joseph, Burton.) Fuente: Tarjetas de nombres de lugar de BC, o correspondencia a /desde Geógrafo Jefe de BC o BC Geographical Names Office.